# Mario Francese
Mario Francese est un journaliste né à Syracuse le 6 février 1925, mort à Palerme le 26 janvier 1979.
Chroniqueur judiciaire pour Giornale di Sicilia, il est assassiné par le clan des Corleonesi dont il a dévoilé l'ascension.

## Biographie

### Journaliste contre la mafia
Après un bac classique, il s'inscrit à l'université de Palerme pour des études d'ingénieur. Afin de subvenir à ses besoins, il commence à travailler à l'agence de presse Ansa et se passionne pour le journalisme au point d'abandonner ses études.
Il entre à La Sicilia, à Catane, et en parallèle à la Région sicilienne en janvier 1957, dont il devient chef du bureau de presse du Département des travaux publics et est titularisé en octobre 1958.
Il quitte la région en 1968 pour pouvoir travailler à plein temps au Giornale di Sicilia auquel il collabore depuis plusieurs années aux rubriques faits divers et affaires judiciaires.
Comme journaliste professionnel, Il concentre ses écrits sur la mafia de la région de Palerme et est le premier à décrire la montée en puissance, encore ignorée par les enquêteurs, des Corleonesi Leggio, Riina, Provenzano et Bagarella, aux dépens des parrains parlermitains Cavatajo, de La Barbera et de Torretta. Il enquête sur l'attentat de Ciaculli de 1963, suit le procès de la famille Corleone à Bari en 1969, est le seul, le 27 juillet 1971, à interviewer la femme de Salvatore Riina, Ninetta Bagarella, et couvre l'assassinat du colonel des carabiniers Giuseppe Russo en 1977.
Il s'intéresse aux milliards de lires consacrés à la reconstruction de la région de la vallée du Belice touchée par un terrible séisme en 1968 et met en lumière les irrégularités dans le projet de construction du barrage du lac Garcia, à Contessa Entellina, dont une partie des terrains appartenait aux cousins Salvo. Son enquête publiée en septembre 1977 démontre le système de corruption généralisé autour de la construction du barrage et le rôle central de Riina, à travers une société écran, Risa, dans la gestion des contrats de sous-traitance. Ses recherches sur l'implication de la mafia sicilienne dans le trafic de drogue ne sont publiées qu'après sa mort.

### Assassinat par Cosa Nostra
Le 26 janvier 1979, il meurt à 21 h 45 en rentrant chez lui, viale Campania, de quatre balles dans le dos tirées par deux tueurs de Cosa Nostra, dont Leoluca Bagarella.
L'enquête judiciaire est éclipsée par d'autres meurtres mafieux, notamment dans l'année qui suit, ceux de Michele Reina, Boris Giuliano, Cesare Terranova et de Piersanti Mattarella. Elle est classée sans suite.
La famille réclame sans relâche un procès et obtient en avril 2001 la condamnation à trente ans de réclusion pour les corléonais Totò Riina, Leoluca Bagarella, Raffaele Ganci, Francesco Madonia, Michele Greco et Bernardo Provenzano, alors que Giuseppe Madonia, accusé d'être le deuxième tueur, est acquitté. Un deuxième procès condamne Bernardo Provenzano à la perpétuité, mais en appel, en 2002, le premier jugement est confirmé. En cassation, les trois patrons Pippo Calò, Antonino Geraci et Giuseppe Farinella sont acquittés « pour ne pas avoir commis le fait ».
Entretemps, l'un de ses fils, Giuseppe, également journaliste au Giornale di Sicilia, qui a consacré son temps à reconstituer les circonstances du meurtre de son père, se suicide dans la nuit du 2 au 3 septembre 2002.

### Hommages
En 1996, le prix Mario Francese est créé en sa mémoire.
Le lieu de son assassinat accueille un espace vert baptisé de son nom.
Une plaque est posée près du barrage de Garcia.